# Fritz-René Müller
Fritz-René Müller (Rheinfelden, 11 febbraio 1939) è un vescovo vetero-cattolico svizzero.

## Biografia
È sposato e ha due figli.
È stato ordinato presbitero a Basilea il 26 maggio 1963 da Urs Küry e successivamente a Berna il 9 maggio 2002, Festa dell'Ascensione del Signore, sesto Vescovo della Chiesa cattolica cristiana svizzera. Era stato eletto a succedere ad Hans Gerny dal 133º Sinodo Nazionale (in sessione straordinaria) il 24 novembre 2001.
Il motto da lui scelto per il suo stemma episcopale è tratto dalla Lettera ai Filippesi: vita eius vita hominis («la sua vita è stata quella di un uomo»", Fil. 2,7). Laureato presso la Facoltà Teologica dell'Università di Berna, è stato professore di latino, greco e musica presso un liceo di Basilea e parroco nella medesima città tra il 1986 e il 2002; in quest'ultimo incarico il suo predecessore era stato lo stesso Hans Gerny.
Dal 2004 è Vescovo Assistente Onorario della Diocesi di Gibilterra in Europa.
Tra il 2005 e il 2007 è stato co-presidente, con l'anglicano Jonathan Gledhill, del Consiglio Internazionale di Coordinazione tra Anglicani e Vetero-cattolici
Dal 1º gennaio 2008 è stato delegato dalla Conferenza episcopale vetero-cattolica internazionale (IBK) a seguire i fedeli in Italia (succedendo al tedesco Joachim Vobbe) ed in Francia.
Il 2 febbraio 2008 è stato co-consacratore di John Ekemenzie Okoro, collaborando con Joris Vercammen e Dušan Hejbal.
Ha rassegnato le dimissioni alla fine di febbraio del 2009, secondo le norme interne della Chiesa Cristiana-cattolica che prevedono i 70 anni come limite di età per gli incarichi pastorali; ha però mantenuto le deleghe per l'Italia e la Francia.
Il 12 giugno 2009 a Berna è stato eletto come suo successore Harald Rein.

## L'elezione a vescovo
Il Sinodo Nazionale arrivò all'elezione di Fritz-René Müller a vescovo dopo 4 votazioni, come sotto riportato
|                         | Prima votazione | Seconda votazione | Terza votazione | Quarta votazione |
| Votanti                 | 116             | 116               | 115             | 114              |
| Schede nulle            | 0               | 1                 | 2               | 1                |
| Schede bianche          | 1               | 2                 | 4               | 2                |
| Voti validi             | 115             | 113               | 109             | 111              |
| Maggioranza qualificata | 76              | 76                | 73              | 74               |
| Fritz-René Müller       | 37              | 52                | 69              | 81 eletto        |
| Rolf Reimann            | 22              | 22                | 32              | 29               |
| Harald Rein             | 28              | 28                | 6               | 0                |
| Christoph Schuler       | 10              | 7                 | 1               | 1                |
| Urs von Arx             | 18              | 4                 | 1               |                  |

## Collegamenti
- Vetero-cattolicesimo
- Chiesa vetero cattolica dell'Unione di Utrecht in Italia